# Manyara (jezero)
Manyara  je plitko jezero u Tanzaniji.
Od 329 km2 Nacionalnog parka Manyara, jezero pokriva oko 231 km2, iako površina varira ovisno o godišnjim dobima. U sušnim razdobljima pojavljuju se velike blatne površine. Jezero je vrlo plitko tako da je najveća dubina samo 3,7 metara. Iako je jezero najpoznatije po pavijanima, jezero i njegova okolica također je dom biljojedima, kao što nilski konj,  slon, impala, gnu, bradavičasta svinja i žirafa. Jezero pruža mogućnosti ornitolozima za gledanje i promatranje preko 300 ptica selica.  Od 1981. godine jezero je proglašeno rezervatom biosfere UNESCO-a. Književnik Ernest Hemingway rekao je za jezero da je najljepše u Africi.

## Vanjske poveznice
- Jezero Manyara, Turistička zajednica Tanzanije  Arhivirana inačica izvorne stranice od 23. siječnja 2009. (Wayback Machine)